# Bernard Aryee
Bernard Nii Aryee (* 23. April 1973 in Accra) ist ein ehemaliger ghanaischer Fußballspieler.

## Karriere
Aryee begann seine Profikarriere beim FC Accra Great Olympics. Von 1991 bis 1994 spielte er für Accra Hearts of Oak, mit denen er zwei Mal ghanaischer Meister wurde. Bei den Olympischen Sommerspielen 1992 nahm der Mittelfeldspieler mit der ghanaischen U-23-Nationalmannschaft teil und gewann dabei die Bronzemedaille. Von 1995 bis 1997 folgten mit dem AZ Alkmaar und dem PEC Zwolle zwei Stationen in den Niederlanden. Danach war er für ein Jahr in Singapur für den FC Marine Castle aktiv, ehe er in sein Heimatland zurückkehrte und dort für Liberty Professionals spielte.